# Boulton Paul Aircraft
Boulton Paul Aircraft Ltd est un constructeur aéronautique britannique. La société a été constituée en 1934, bien que son activité de fabrication d’avions remonte à 1914. Elle a été active jusqu’en 1961. L’entreprise a principalement construit et modifié sous licence des avions conçus par d’autres constructeurs, mais elle a également conçu ses propres modèles, comme le chasseur biplace Defiant et l’avion d'entraînement Balliol.
Les origines de l’entreprise remontent à un atelier de ferronnerie fondé en 1797 à Norwich. Au début des années 1900, Boulton & Paul Ltd était une entreprise de fabrication générale prospère. L’activité de construction aéronautique a été revendue en 1934, et a déménagé à Wolverhampton sous la nouvelle raison sociale de Boulton Paul Aircraft Ltd.

## Aéronefs Boulton Paul (y compris les avions antérieurs à 1934)
La date indiquée est celle du premier vol. 
- Boulton Paul Goglu (1918)
- Boulton Paul Bourges (en) (1918)
- Boulton Paul P.6 (en) (1918)
- Boulton Paul Atlantic (en) (1919)
- Boulton Paul P.9 (en) (1919)
- Boulton Paul P.10 (en) (1919)
- Boulton Paul Bolton (en) (1922)
- Boulton Paul Bugle (en) (1923)
- Boulton Paul Bodmin (en) (1924)
- Boulton Paul Sidestrand (1926) : bombardier
- Boulton Paul Bittern (en) (1927) : chasseur de nuit avec armes tirant vers le haut
- Boulton Paul Partridge (en) (1928) : chasseur
- Boulton Paul Phoenix (en) (1929) : avion à bas prix pour l’aviation amateur
- Boulton Paul P.32 (1931) : bombardier, non accepté pour le service
- Boulton Paul P.75 Overstrand (1933) : bombardier
- Boulton Paul P.64 (en) (1933) : avion postal
- Boulton Paul P.71A (en) (1934) : avion de transport, dérivé du P.64 postal
- Boulton Paul P.82 Defiant (1937) : chasseur à tourelle
- Boulton Paul P.92 (en) (1941) : chasseur-bombardier
- Boulton Paul Balliol (1947) : avion d'entraînement
- Boulton Paul P.111 (1950) : avion de recherche sur les ailes delta
- Boulton Paul P.112 (en) (1950) : projet d’avion d’entraînement triplace, non construit
- Boulton Paul P.116 (en) (1950) : projet d’avion d’entraînement biplace, non construit
- Boulton Paul P.117 : avion de recherche aérodynamique à géométrie variable
- Boulton Paul P.120 (en) (1952) : avion de recherche sur l’aile delta
- Boulton Paul P.130 : projet d’aéronef VTOL
- Boulton Paul P.134 : projet d’aéronef VTOL
- Boulton Paul P.135 : projet d’aéronef VTOL
- Boulton Paul P.136 : projet d’aéronef VTOL
- Boulton Paul P.137 : aéronef de recherche VTOL
- Boulton Paul P.140 : proposition d’avion VTOL
- Boulton Paul P.141 : proposition d’avion VTOL
- Boulton Paul P.142 : aéronef de recherche VTOL
- Boulton Paul P.143 : proposition d’avion VTOL
- Boulton Paul P.145 : proposition de VTOL à fuselage bipoutre.